# Supernae
Supernæ je papeška bula, ki jo je napisal papež Leon X. 5. maja 1514.
S to bulo je papež določil položaj kardinalov znotraj Rimskokatoliške Cerkve; nad njimi je samo papež.